# 동경 29도
동경 29도(東經29度)는 본초 자오선에서 동쪽으로 29도 떨어진 경선이다. 북극점에서 시작하여 북극해, 유럽, 터키, 아프리카, 인도양, 남극해, 남극을 거쳐 남극점에 이른다.
동경 29도는 서경 151도와 이어져 지구의 둘레를 이룬다.
북극점에서 남극점까지 동경 29도선은 다음 지역을 지나간다.
| 좌표                                                  | 나라, 지역, 해역       | 주석                                                                                      |
| ----------------------------------------------------- | ---------------------- | ----------------------------------------------------------------------------------------- |
| 북위 90° 0′ 동경 29° 0′  / 북위 90.000° 동경 29.000°  | 북극해                 |                                                                                           |
| 북위 78° 56′ 동경 29° 0′  / 북위 78.933° 동경 29.000° | 노르웨이               | 스발바르 제도의 콩쇠위아 섬                                                               |
| 북위 78° 53′ 동경 29° 0′  / 북위 78.883° 동경 29.000° | 바렌츠해               |                                                                                           |
| 북위 70° 52′ 동경 29° 0′  / 북위 70.867° 동경 29.000° | 노르웨이               |                                                                                           |
| 북위 69° 43′ 동경 29° 0′  / 북위 69.717° 동경 29.000° | 핀란드                 |                                                                                           |
| 북위 69° 18′ 동경 29° 0′  / 북위 69.300° 동경 29.000° | 노르웨이               |                                                                                           |
| 북위 69° 2′ 동경 29° 0′  / 북위 69.033° 동경 29.000°  | 러시아                 |                                                                                           |
| 북위 68° 8′ 동경 29° 0′  / 북위 68.133° 동경 29.000°  | 핀란드                 |                                                                                           |
| 북위 61° 11′ 동경 29° 0′  / 북위 61.183° 동경 29.000° | 러시아                 |                                                                                           |
| 북위 60° 12′ 동경 29° 0′  / 북위 60.200° 동경 29.000° | 발트해                 | 핀란드만                                                                                  |
| 북위 59° 49′ 동경 29° 0′  / 북위 59.817° 동경 29.000° | 러시아                 |                                                                                           |
| 북위 56° 2′ 동경 29° 0′  / 북위 56.033° 동경 29.000°  | 벨라루스               |                                                                                           |
| 북위 51° 34′ 동경 29° 0′  / 북위 51.567° 동경 29.000° | 우크라이나             |                                                                                           |
| 북위 47° 58′ 동경 29° 0′  / 북위 47.967° 동경 29.000° | 몰도바                 | 사실상 독립되었으나 인정받지 못하는 한 주인 트란스니스트리아를 통과함                     |
| 북위 46° 29′ 동경 29° 0′  / 북위 46.483° 동경 29.000° | 우크라이나             |                                                                                           |
| 북위 46° 14′ 동경 29° 0′  / 북위 46.233° 동경 29.000° | 몰도바                 | 11km 정도                                                                                 |
| 북위 46° 9′ 동경 29° 0′  / 북위 46.150° 동경 29.000°  | 우크라이나             | 7km 정도                                                                                  |
| 북위 46° 4′ 동경 29° 0′  / 북위 46.067° 동경 29.000°  | 몰도바                 | 4km 정도                                                                                  |
| 북위 46° 2′ 동경 29° 0′  / 북위 46.033° 동경 29.000°  | 우크라이나             |                                                                                           |
| 북위 45° 21′ 동경 29° 0′  / 북위 45.350° 동경 29.000° | 루마니아               |                                                                                           |
| 북위 44° 40′ 동경 29° 0′  / 북위 44.667° 동경 29.000° | 흑해                   |                                                                                           |
| 북위 41° 15′ 동경 29° 0′  / 북위 41.250° 동경 29.000° | 튀르키예               | 이스탄불의 동쪽을 지남                                                                    |
| 북위 41° 2′ 동경 29° 0′  / 북위 41.033° 동경 29.000°  | 마르마라해             |                                                                                           |
| 북위 40° 39′ 동경 29° 0′  / 북위 40.650° 동경 29.000° | 튀르키예               |                                                                                           |
| 북위 40° 28′ 동경 29° 0′  / 북위 40.467° 동경 29.000° | 마르마라해             | 겔믹 만                                                                                   |
| 북위 40° 22′ 동경 29° 0′  / 북위 40.367° 동경 29.000° | 튀르키예               |                                                                                           |
| 북위 36° 43′ 동경 29° 0′  / 북위 36.717° 동경 29.000° | 지중해                 |                                                                                           |
| 북위 30° 50′ 동경 29° 0′  / 북위 30.833° 동경 29.000° | 이집트                 |                                                                                           |
| 북위 22° 0′ 동경 29° 0′  / 북위 22.000° 동경 29.000°  | 수단                   |                                                                                           |
| 북위 10° 10′ 동경 29° 0′  / 북위 10.167° 동경 29.000° | 수단과 아비에이의 국경 | 아비에이는 수단과 남수단이 공동으로 관리함                                                |
| 북위 9° 40′ 동경 29° 0′  / 북위 9.667° 동경 29.000°   | 남수단                 |                                                                                           |
| 북위 4° 29′ 동경 29° 0′  / 북위 4.483° 동경 29.000°   | 콩고 민주 공화국       |                                                                                           |
| 남위 2° 18′ 동경 29° 0′  / 남위 2.300° 동경 29.000°   | 르완다                 |                                                                                           |
| 남위 2° 42′ 동경 29° 0′  / 남위 2.700° 동경 29.000°   | 콩고 민주 공화국       | 8km 정도                                                                                  |
| 남위 2° 47′ 동경 29° 0′  / 남위 2.783° 동경 29.000°   | 부룬디                 | 4km 정도                                                                                  |
| 남위 2° 49′ 동경 29° 0′  / 남위 2.817° 동경 29.000°   | 콩고 민주 공화국       |                                                                                           |
| 남위 8° 27′ 동경 29° 0′  / 남위 8.450° 동경 29.000°   | 잠비아                 | 므웨루호를 통과함                                                                         |
| 남위 12° 17′ 동경 29° 0′  / 남위 12.283° 동경 29.000° | 콩고 민주 공화국       |                                                                                           |
| 남위 13° 25′ 동경 29° 0′  / 남위 13.417° 동경 29.000° | 잠비아                 |                                                                                           |
| 남위 15° 56′ 동경 29° 0′  / 남위 15.933° 동경 29.000° | 짐바브웨               | 카리바 호를 통과함                                                                        |
| 남위 21° 46′ 동경 29° 0′  / 남위 21.767° 동경 29.000° | 보츠와나               |                                                                                           |
| 남위 22° 16′ 동경 29° 0′  / 남위 22.267° 동경 29.000° | 남아프리카 공화국      | 림포포 주 음푸말랑가 주 하우텡 주 - 14km 정도 음푸말랑가 주 프리스테이트 주 콰줄루나탈 주 |
| 남위 28° 55′ 동경 29° 0′  / 남위 28.917° 동경 29.000° | 레소토                 |                                                                                           |
| 남위 30° 1′ 동경 29° 0′  / 남위 30.017° 동경 29.000°  | 남아프리카 공화국      | 이스턴케이프 주                                                                           |
| 남위 32° 9′ 동경 29° 0′  / 남위 32.150° 동경 29.000°  | 인도양                 |                                                                                           |
| 남위 60° 0′ 동경 29° 0′  / 남위 60.000° 동경 29.000°  | 남극해                 |                                                                                           |
| 남위 69° 45′ 동경 29° 0′  / 남위 69.750° 동경 29.000° | 남극                   | 퀸모드랜드, 노르웨이가 영유권을 주장한다.                                                 |

## 같이 보기
- 동경 28도
- 동경 30도